# Ptilotus nobilis
A Ptilotus nobilis a disznóparéjfélék (Amaranthaceae) családjába tartozó bóbitavirág (Ptilotus) növénynemzetség egyik faja. A növényfaj angol neve a pink mulla mulla. Egyes helyeken latin neveként a Ptilotus exaltus var. exaltatus nevet adják meg, azaz változatnak tartják.

## Előfordulása
E növényfaj Ausztrália szerte elterjedt, különösen az Északi területen, Ausztrália északnyugati partvidékén, Queenslandben, délkeleten és keleten pedig elsősorban a mezőgazdasági művelésbe bevont térségekben található meg, valamint Dél-Ausztráliában is előfordul.

## Alfaja
- Ptilotus nobilis subsp. semilanatus (Lindl.) A.R.Bean

## Megjelenése
Egyike a legnagyobb termetű bóbitavirágfajoknak. Tiszavirágnyi életciklusa alatt a kedvezőbb években akár másfél méter magasra is megnőhet, míg kedvezőtlenebb időjárási viszonyok esetén mindössze néhány centiméterrel magasodik ki a talajból. Virágának sziromlevelei akár tíz centiméternél is hosszabbra megnőhetnek, míg a növény szárán található levelek ennél jóval rövidebbek. Virágát sűrű szőrzet borítja.

## Fordítás
- Ez a szócikk részben vagy egészben  a   Ptilotus exaltatus című angol Wikipédia-szócikk ezen változatának fordításán alapul.  Az eredeti cikk szerkesztőit annak laptörténete sorolja fel. Ez a jelzés csupán a megfogalmazás eredetét és a szerzői jogokat jelzi, nem szolgál a cikkben szereplő információk forrásmegjelöléseként.